# Apanteles turkestanicus
Apanteles turkestanicus är en stekelart som beskrevs av Telenga 1955. Apanteles turkestanicus ingår i släktet Apanteles och familjen bracksteklar. Inga underarter finns listade i Catalogue of Life.